# Cyanotis paludosa
Cyanotis paludosa är en himmelsblomsväxtart som beskrevs av John Patrick Micklethwait Brenan. Cyanotis paludosa ingår i släktet Cyanotis och familjen himmelsblomsväxter. Inga underarter finns listade.